# مقاطعة فريمونت (آيوا)
مقاطعة فريمونت (بالإنجليزية: Fremont County)‏ هي إحدى مقاطعات ولاية آيوا في الولايات المتحدة الأمريكية.

## أعلام
- جيمس جاي كلاين
- كيت مورغان
- إلمر بيتش